# Neculai Băhnăreanu
Neculai Băhnăreanu este un general român, care a îndeplinit funcția de comandant al Corpului 4 Armată Teritorial "Mareșal Constantin Prezan" (fosta Armată a IV-a), cantonat la Cluj (2003-2004). 

## Biografie
Neculai Băhnăreanu s-a născut la data de 22 iulie 1950 în satul Bobești din comuna Duda Epureni (județul Vaslui). A absolvit Școala Militară Superioară de Ofițeri Activi "Nicolae Bălcescu" din Sibiu (1972), Academia de Înalte Studii Militare din București (1982) și Colegiul Național de Apărare (1999). 
După absolvirea Școlii de ofițeri, a îndeplinit funcțiile de șef de Stat Major la Armata 1, locțiitor al Comandantului la Armata 1, locțiitor al Comandantului la Corpul 1 Armată Teritorial, apoi pe cea de director al Statului Major al Forțelor Terestre. 
A fost înaintat la gradul de general de brigadă (cu 1 stea) la 1 decembrie 1999  și apoi la cel de general-maior (cu 2 stele) la 5 iulie 2002 . 
În perioada 1 mai 2003 - 1 decembrie  2004, generalul-maior Neculai Băhnăreanu a condus Corpul 4 Armată Teritorial "Mareșal Constantin Prezan" (fosta Armată a IV-a), cantonat la Cluj. A îndeplinit apoi funcția de șef al Direcției Operații din Statul Major General (1 decembrie 2004 - 1 martie 2005) și pe cea de locțiitor al șefului de stat major al Forțelor Terestre (din 1 martie 2005).
A fost comandantul paradei militare organizate cu ocazia zilei naționale a României: 1 dec. 2002 - București, 1 dec. 2003 - Alba Iulia, 1 dec. 2005 - București, 1 dec. 2006 - București.
A fost înaintat la gradul de general-locotenent (cu 3 stele) la 31 iulie 2007, fiind trecut în rezervă cu acest grad .